# 卡布里耶尔代格
卡布里耶尔代格（法語：Cabrières-d'Aigues，法語發音：[kabʁijɛʁ dɛɡ]）是法国普罗旺斯-阿尔卑斯-蓝色海岸大区沃克吕兹省的一个市镇，属于阿普特区。

## 地理
卡布里耶尔代格（43°47'4"N, 5°29'50"E）面积18.96 平方千米，位于法国普罗旺斯-阿尔卑斯-蓝色海岸大区沃克吕兹省，该省份为法国东南部内陆省份，北起德龙省，西北接阿尔代什省，西接加尔省，南至罗讷河口省，东南角与瓦尔省接壤，东临上普罗旺斯阿尔卑斯省。
与卡布里耶尔代格接壤的市镇（或旧市镇、城区）包括：卡斯泰莱、萨讷、欧里博、屈屈龙、拉莫特代格、圣马丹德卡斯蒂永。

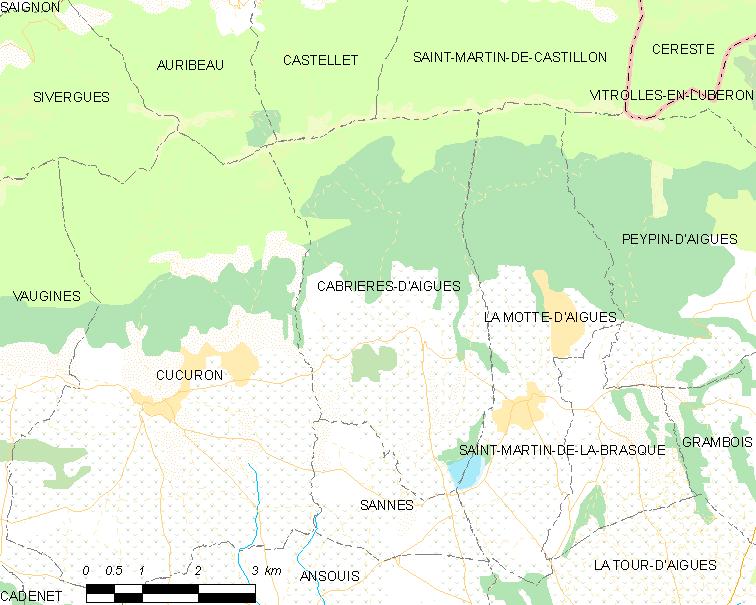
卡布里耶尔代格的OSM定位图

卡布里耶尔代格的时区为UTC+01:00、UTC+02:00（夏令时）。

## 行政
卡布里耶尔代格的邮政编码为84240，INSEE市镇编码为84024。

## 政治
卡布里耶尔代格所属的省级选区为佩尔蒂县。

## 人口

1962-2008年间卡布里耶尔代格人口变化图示

卡布里耶尔代格于2022年1月1日时的人口数量为947人。